# Xian de Kedong
Le xian de Kedong (克东县 ; pinyin : Kèdōng Xiàn) est un district administratif de la province du Heilongjiang en Chine. Il est placé sous la juridiction de la ville-préfecture de Qiqihar.

## Démographie
La population du district était de 279 587 habitants en 1999.